# Петибон (Северна Дакота)
Петибон (енгл. Pettibone) град је у америчкој савезној држави Северна Дакота.

## Демографија
По попису из 2010. године број становника је 70, што је 18 (-20,5%) становника мање него 2000. године.
| Група             | 2000.       | 2010.      |
| Белци             | 88 (100,0%) | 68 (97,1%) |
| Афроамериканци    | 0 (0,0%)    | 0 (0,0%)   |
| Азијати           | 0 (0,0%)    | 0 (0,0%)   |
| Хиспаноамериканци | 0 (0,0%)    | 2 (2,9%)   |
| Укупно            | 88          | 70         |